# Legenda o "1900"
Legenda o "1900" (v italském originále La leggenda del pianista sull'oceano, anglicky The Legend of 1900) je italské filmové drama z roku 1998. Film byl režírován italským režisérem Giuseppem Tornatore a byl zfilmován podle monologu Novecento od Alessandra Baricco. V hlavních rolích se objevili Tim Roth, Pruitt Taylor Vince a Mélanie Thierry.
Film měl premiéru 28. října 1998 v Itálii, ale byl znovu uveden v Číně v roce 2019, kde byl zhruba čtyřikrát výdělečnější oproti roku 1998. Film byl nominován na několik ocenění, přičemž jich několik vyhrál, zejména za svoji hudbu.

## Děj
Celý příběh je vyprávěn uprostřed zápletky jako série flashbacků.
Max Tooney, hudebník, vstoupí do antikvariátu těsně před zavírací dobou, zoufale potřebující peníze. Má jen svou starou trubku C.G. Conn, kterou prodá za méně, než doufal. Smutný z toho, že se loučí se svým cenným vlastnictvím, požádá obchodníka, aby si naposledy mohl zahrát. Obchodník souhlasí, a když hraje, prodavač okamžitě pozná, že hraná skladba je přesně ta samá, jako je nahraná na rozbité matrici, kterou našel uvnitř nedávno pořízeného klavíru z druhé ruky. Ptá se, od koho je ona písnička, a Max mu začne vyprávět příběh o hudebníkovi se jménem 1900.
1900, ještě jako malé dítě, byl nalezen opuštěný v jídelně první třídy na zaoceánské lodi SS Virginian. Danny Boodman, dělník z kotelny lodě, jej našel a rozhodl se chlapce vychovat. Chlapce pojmenuje Danny Boodman T. D. Lemon 1900, kombinací jeho vlastního jména, inzerátu nalezeného na krabici a roku, kdy byl nalezen, a ukryje ho před lodními důstojníky. O několik let později je však Danny zabit při nehodě na pracovišti. Poté, co jsou na loď zavolaní policisté kapitánem Smithem, aby vzali 1900 do sirotčince, podaří se 1900 schovat se. O pár dní se znovu objeví a ukáže se na palubě pro hosty, kde začne hrát na klavír, aniž by ho to někdo naučil.
1900 nakonec vyroste a připojí se k lodnímu orchestru. Když je Max v roce 1927 najat jako člen orchestru, oba hudebníci se stanou blízkými přáteli, přičemž 1900 se mu svěří, že nikdy neopustil loď. 
Jeho pověst začne být celosvětově proslulá. Na loď proto přijde Jelly Roll Morton, jazzový klavírista z New Orleans, který slyšel o dovednostech 1900, aby ho vyzval na klavírní souboj. Poté, co slyšel první skladbu od Jelly R. Mortona, 1900 zahraje jednoduchou a známou skladbu Tichá noc, že se vynálezce jazzu cítí zesměšněn. Když je Morton odhodlanější ukázat svůj talent, zahraje skladbu The Crave. 1900 si klidně sedne ke klavíru a zahraje zpaměti celou melodii, kterou právě zahrál Morton. Jeho výkon však nedokáže zapůsobit na dav. Proto začne hrát jeho originální skladbu  Enduring Movement, s virtuozitou a nadlidskou rychlostí, že se kovové struny klavíru rozžhaví natolik, že si o ně na konci zapálí cigaretu, kterou podá Mortonovi jako gesto vítězství.
Producent gramofonových desek, který slyšel o umění 1900 a věděl, že nechce opustit loď, přinese na palubu nahrávací zařízení a pořídí nahrávku skladby od 1900. Když 1900 zpětně uslyší nahrávku, vezme disk, uražen vyhlídkou, že někdo uslyší hudbu, aniž by ji zahrál živě a nakonec jej rozlomí.
Příběh se pravidelně vrací do poloviny 50. let, když je Max viděn, jak se snaží vylákat 1900 z opuštěného trupu lodi, protože obchodník odhalil, že v klavíru nalezený záznam byl získán z té lodi. Poté, co sloužila jako nemocniční loď ve druhé světové válce, je naplánováno, že bude naplněna výbušninami a potopena. Maxovi se však podaří dostat na palubu s onou nahrávkou a přehraje ji v naději, že najde 1900. Max a 1900 se znovu, po dlouhých letech, setkají, ale 1900 odmítá z lodi odejít. Cítí, že jeho osud je svázán s lodí, a nemůže se přimět k tomu, aby opustil jediný domov, který kdy znal. Max se cítí zbytečný, že nemohl zachránit svého přítele a vedou společně poslední rozhovor předtím, než Max odejde a loď vybuchne.
Obchodník se zeptá Maxe, jak se deska dostala do použitého klavíru. Max nenápadně naznačí, že ji tam dal, a obchodník mu řekne, že nakonec nebyl tak zbytečný. Když pak Max odchází z obchodu, obchodník mu trubku vrátí, aniž by žádal o peníze a řekne: „Dobrý příběh má větší cenu než stará trumpeta,“ a Max odejde.

## Obsazení
- Tim Roth jako 1900 / Danny Boodman T. D. Lemon 1900
  - Roman Kuznietcov jako 2letý 1900
  - Easton Gage jako 4letý 1900
  - Cory Buck jako 8letý 1900
- Pruitt Taylor Vince jako Max Tooney
- Mélanie Thierry jako „The Girl“
- Bill Nunn jako Danny
- Heathcote Williams jako doktor Klauserman
- Clarence Williams III jako Jelly Roll Morton
- Peter Vaughan jako obchodník
- Niall O'Brien jako správce přístavu
- Gabriele Lavia jako farmář
- Sidney Cole jako muzikant
- Harry Ditson jako kapitán Smith
- Adrian McCourt
- Kevin McNally
- Eamon Geoghegan